# Razze di maiale
Ecco una lista di razze di maiale:

## Razze italiane

### Con Registro Anagrafico
- Apulo-Calabrese
- Casertana
- Cinta senese
- Mora Romagnola
- Nero dei Nebrodi
- Pugliese (compreso nel Registro Anagrafico dell'Apulo-Calabrese)

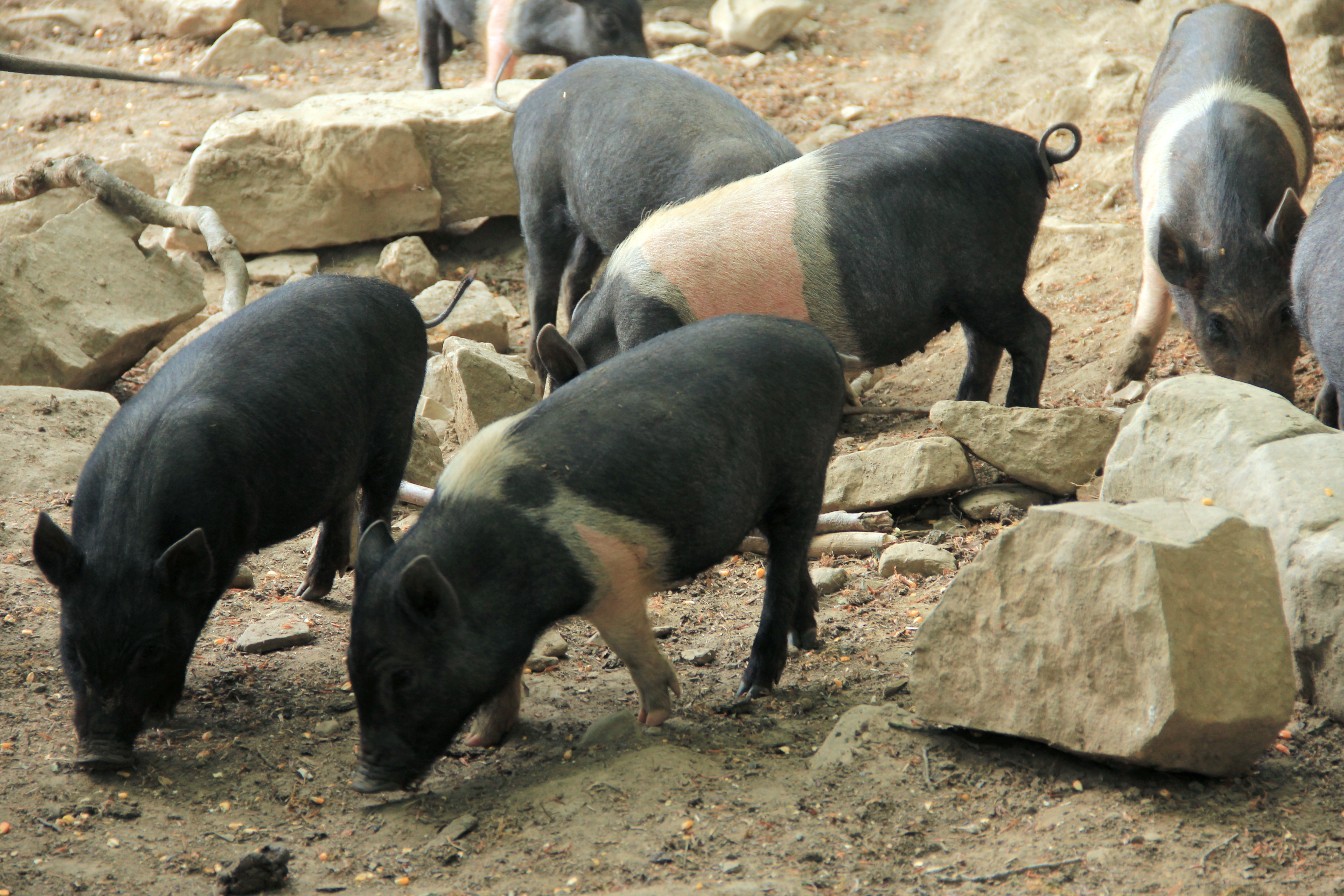
Suini Cinta senese

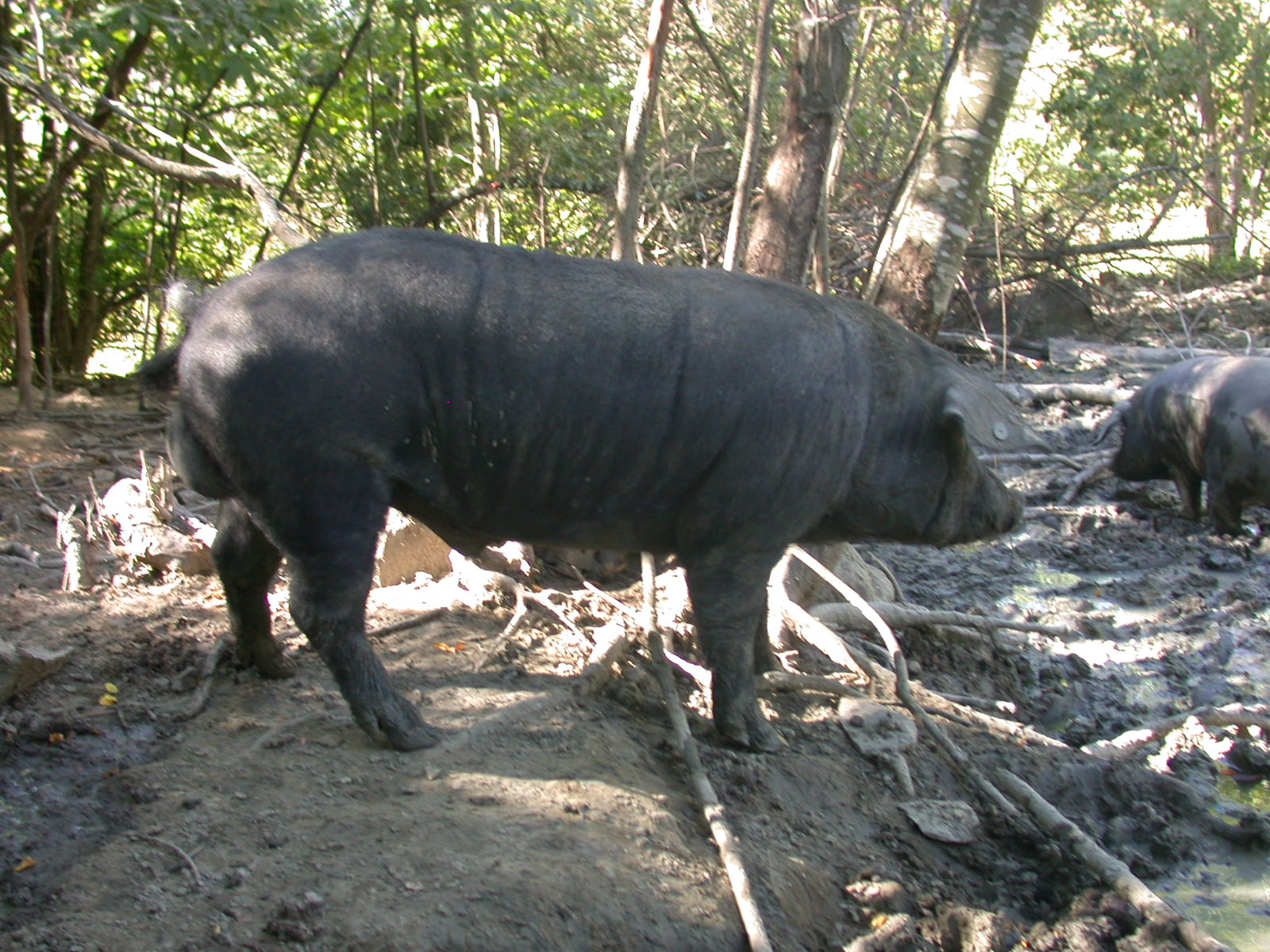
Nero di Parma

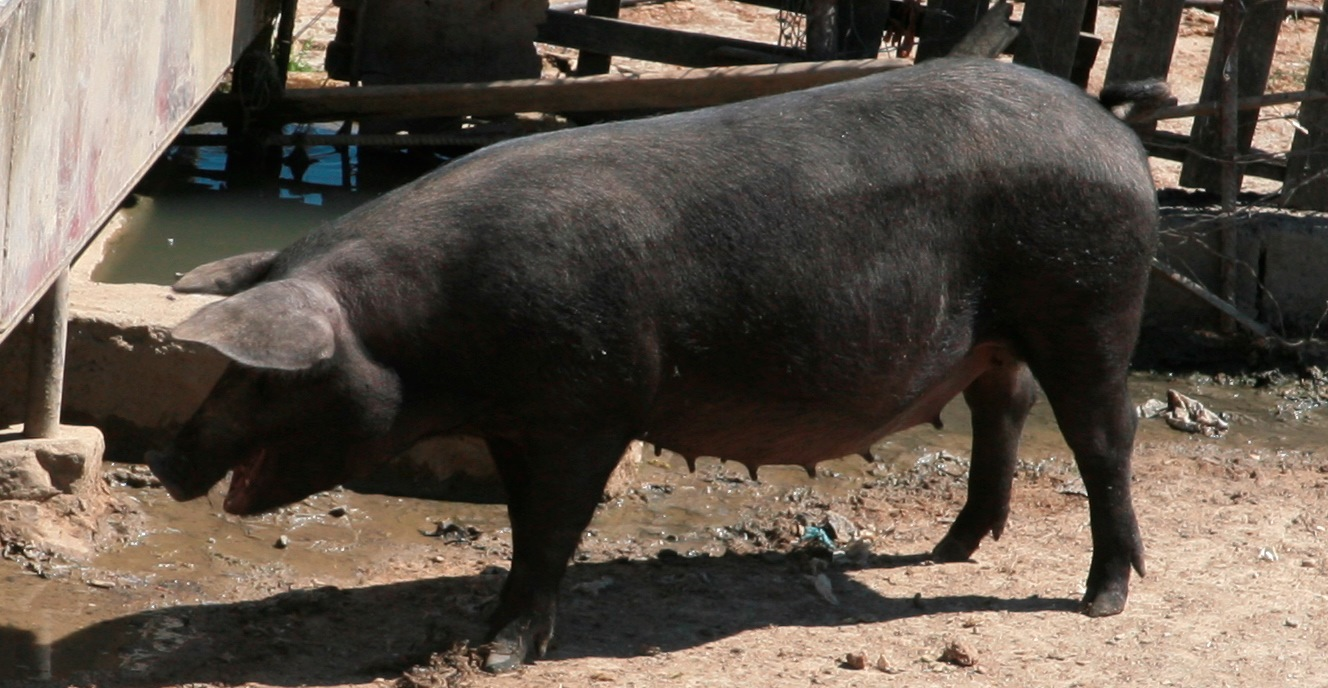
Scrofa di Nero dei Nebrodi

- Sarda

### Senza Registro Anagrafico
- Abruzzese
- Bolognese
- Brado Montefeltro
- Cappuccia di Anghiari
- Casentinese
- Cavallina lucana
- Cavour
- Chianina
- Cinta di Casaldianni
- Garlasco
- Italica
- Lodigiana
- Maremmana o macchiajola
- Mascherina
- Milanese
- Modenese rossa
- Napoletana
- Nera del Friuli
- Nero di Parma
- Romana
- Rossa del Casentino
- Umbro-Perugina

## Razze britanniche
- Berkshire
- British lop
- Gloucester Old Spot
- Large Black
- Large Black-white
- Middle white
- Oxford Sandy and black
- Maiale a schiena d'asino
- Maiale a schieda d'asino del Wessex
- Maiale gallese
- Tamworth

## Razze rumene
- Băltăreț
- Bazna
- Bianco del Banato
- Bianco di Rușețu
- Mangalica
- Nero di Strei
- Stocli

## Razze migliorate

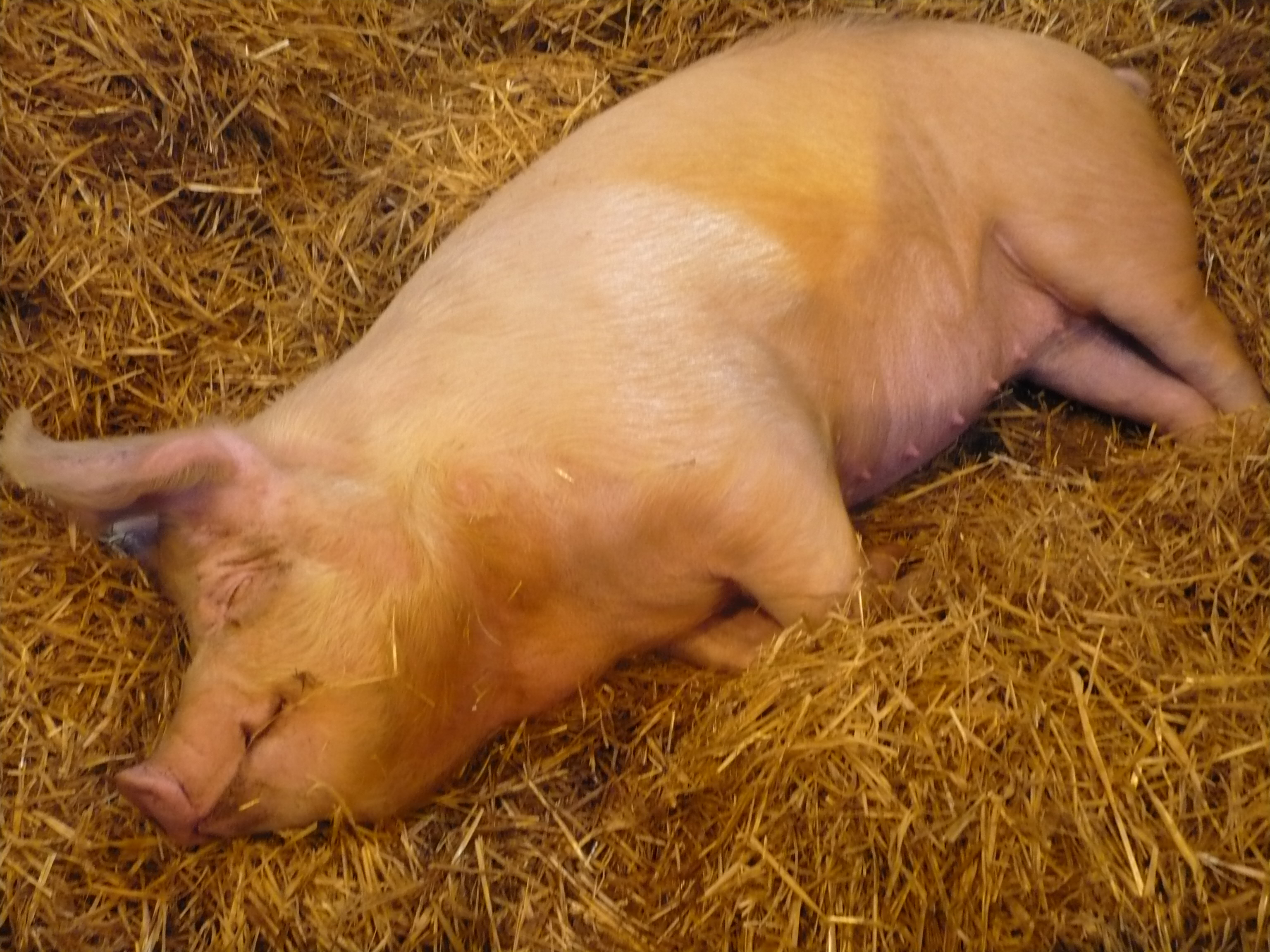
Scrofa di maiale razza large white

- Duroc
- Hampshire
- Landrace americano
- Landrace belga
- Landrace danese
- Landrance finlandese
- Landrace francese
- Landrace inglese
- Landrace italiano
- Landrace norvegese
- Landrace olandese
- Landrace svedese
- Landrace tedesco
- Large White
- Maiale Yorkshire americano
- Maiale Yorkshire norvegese
- Piétrain
- Poland China
- Spot

## Altre razze europee

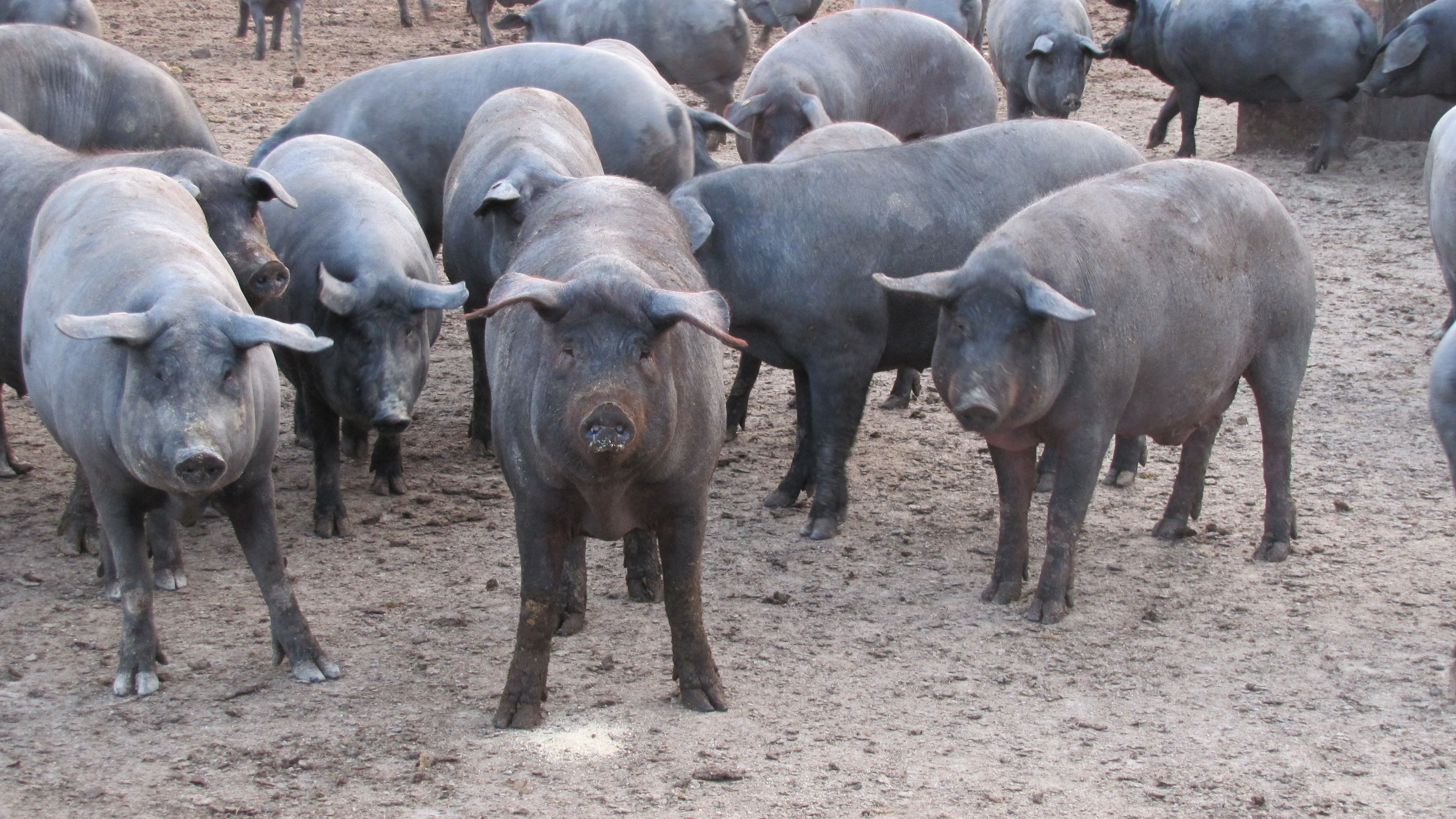
Maiale nero iberico

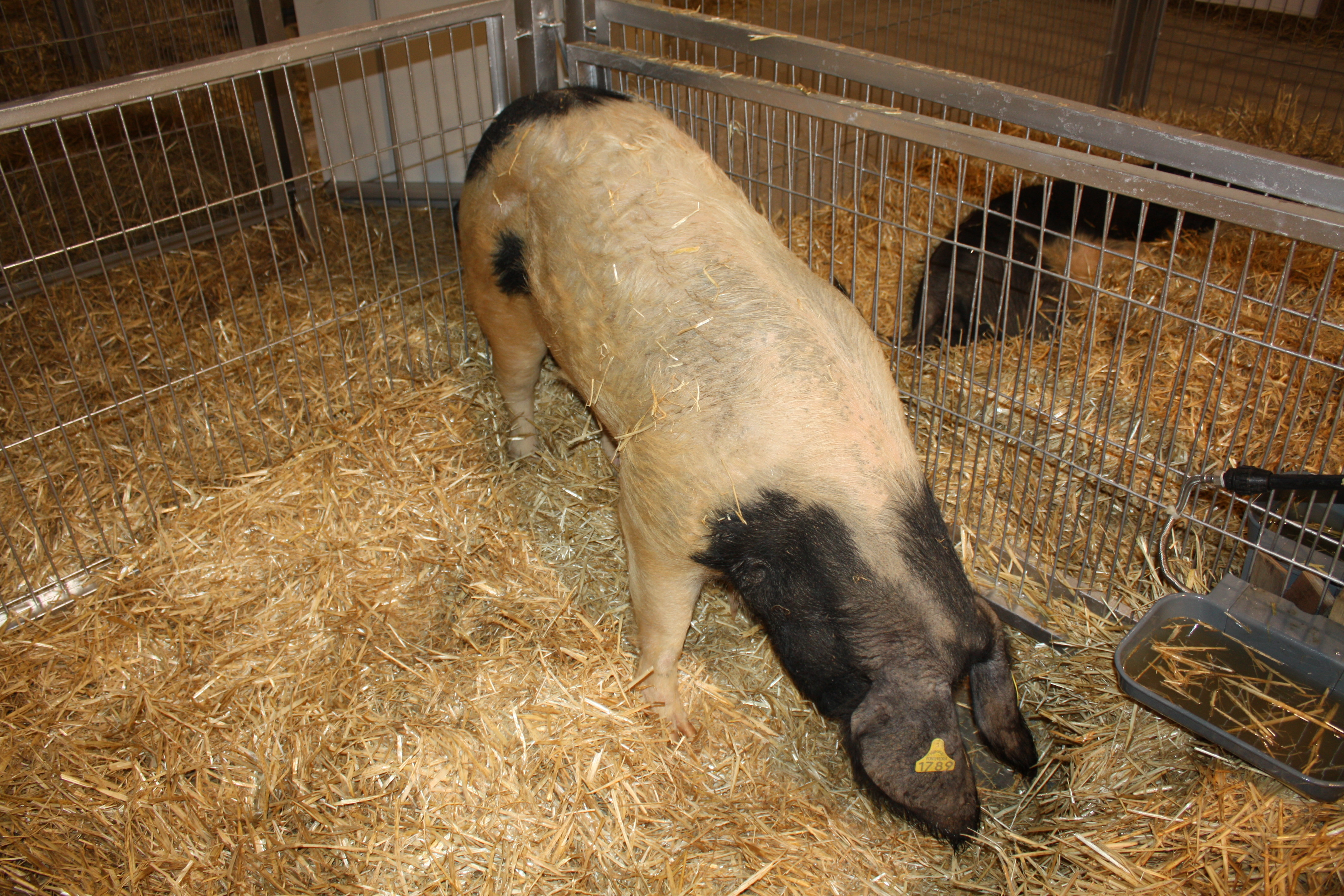
Maiale celtico

- Angeln Saddleback
- Beltsville
- Bianco della Francia occidentale
- Blanc de l'Ouest
- Buntes-Bentheimer
- Chester White
- Cul Noir du Limousin
- Deutsches Weideschwein
- Gascon
- Hereford
- Maiale nero iberico
- Krskopolje

- Lacombe
- Maiale bianco ceco
- Maiale bulgaro bianco
- Maiale celtico
- Maiale lanoso
- Maiale nativo lituano
- Maiale nero bielorusso
- Maiale nero delle Canarie
- Maiale nero di Slavonia
- Manchado de Jabugo
- Mangalica
- Negras lampinas

- Porc Basque
- Porc de Bayeux
- Retintas extremeno
- Rotbuntes Schwein
- Schwaebisch-Hallische Schwein
- Torbiscal
- Turopolje

## Altre razze estere
- Bantu
- Ba Xuyen
- Bazna
- Black Bentheim
- Cantonese
- Maiale dell'isola di Arapawa
- Dermantsi
- Maiale di Ossabaw
- Fengjing
- Grice
- Hante
- Hezuo
- Maiale indigeno filippino
- Jinhua
- Kele
- Kunekune
- Leicoma
- Maryland
- Montana
- Meishan
- Minzhu
- Mong Cai
- Moura
- Mukota
- Maiale nero di Pechino
- Maiale nero di Jeju
- Neijiang
- Ningxiang
- Maiale piede di mulo
- Red Wattle
- Shen Dzu (detto anche Maiale di Dio)

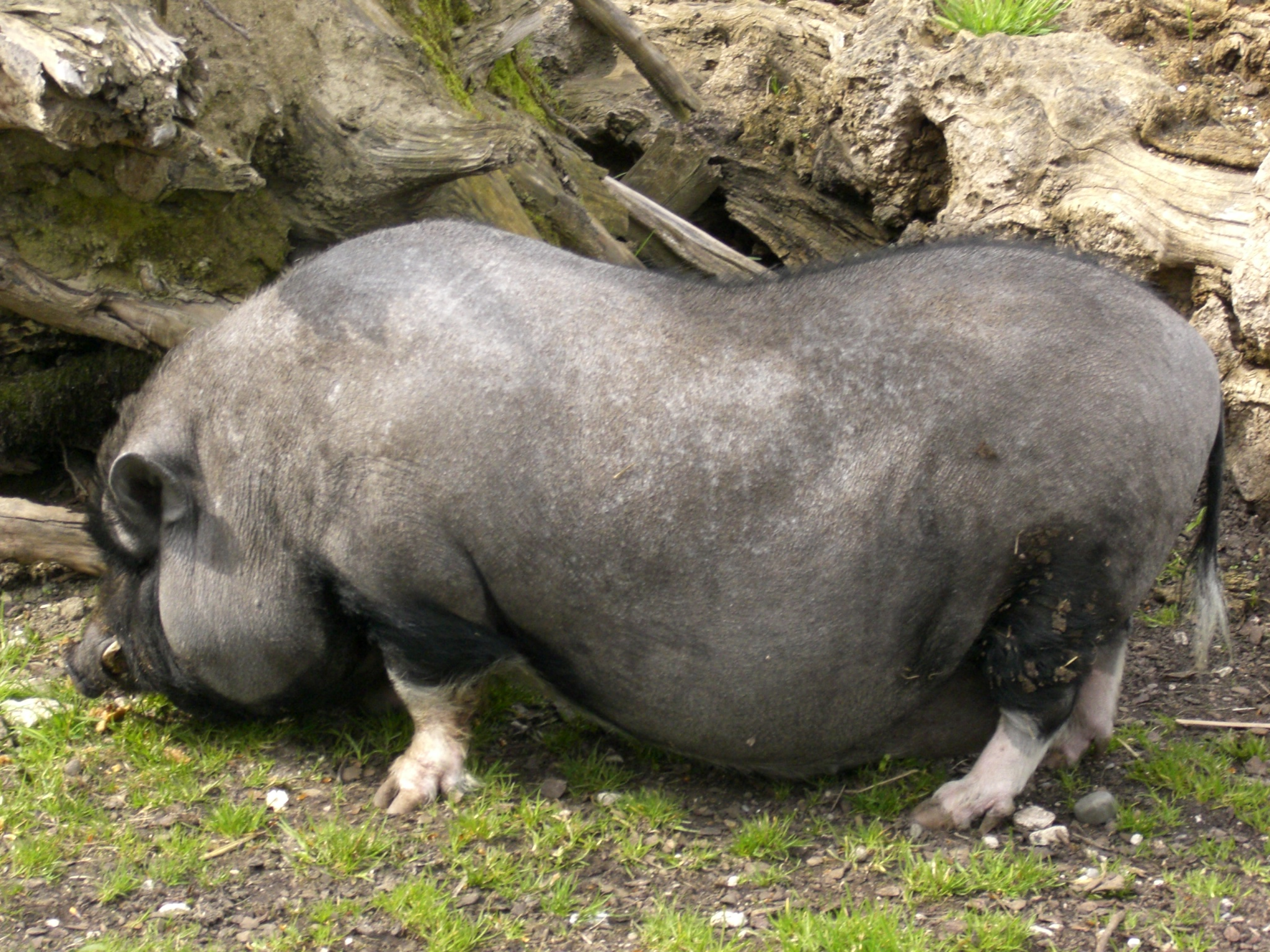
Maialino Pancia a Tazza (Pot-bellied Pig)

- Thuoc Nhieu
- Maiale tibetano
- Tokyo-X
- Windsnyer
- Wuzishan
- Yanan
- Zungo
- Maialino pancia a tazza